# Oligomyrmex bruchi
Oligomyrmex bruchi är en myrart som beskrevs av Santschi 1933. Oligomyrmex bruchi ingår i släktet Oligomyrmex och familjen myror. Inga underarter finns listade i Catalogue of Life.